# Ludwigshöhe (szczyt)
Ludwigshöhe – szczyt w Alpach Pennińskich, części Alp Zachodnich. Leży na granicy między Szwajcarią (kanton Valais) a Włochami (regiony Piemont i Dolina Aosty). Należy do masywu Monte Rosa. Leży na południe od Dufourspitze i Ostspitze. Szczyt można zdobyć ze schronisk Monte Rosa Hut (2795 m) po stronie szwajcarskiej oraz Capanna Gnifetti (3611 m) i Rifugio Citta di Mantova (3498 m) po stronie włoskiej. Szczyt przykrywa lodowiec Piode.
Pierwszego odnotowanego wejścia dokonał Luwig van Welden 25 sierpnia 1822 r.